# 프로레슬링 용어 목록
다음은 프로레슬링의 용어 목록이다.

## ㅅ
- 스크루잡: 경기나 대립의 최종 결과가 DQ 또는 카운트 아웃 등으로 애매하게 마무리되는 것을 뜻한다. 흔히, 더블 크로스를 스크류 잡이라고 표현하는 경우가 많은데 더블 크로스는 각본을 어기는 행위를 뜻하는 것으로, 각본과는 아무 관계가 없는 위규 행위이며 스크류 잡은 각본과 어느 정도 관계가 있는 행위를 뜻한다. 대표적인 스크류 잡으로는 1997년 서바이버 시리즈에 숀 마이클스의 샤프슈터 시전 후, 더 히트맨 브렛 하트가 탭 아웃을 하지 않았는데 불구하고 경기를 끝내버린 몬트리올 스크루잡이 있다.

## ㅍ
- 핀: 프로레슬링에서 이 기술로 경기를 끝낸다.

이걸 할 때 심판들은 one,two,three,를 외친다 여기서 심판이 three를 외치면 경기가 끝난다.이 핀을 하는 조건은 상대방에 두 어깨가 다 땅에 닸을 때 상대방 위에 올라타거나 위에서 누르면 핀이 된다.